# Toulgoetodes boudinoti
Toulgoetodes boudinoti är en fjärilsart som beskrevs av Pierre Leraut 1988. Toulgoetodes boudinoti ingår i släktet Toulgoetodes och familjen Crambidae. Inga underarter finns listade i Catalogue of Life.